# هوتی اند د بلوفیش
هوتی اند د بلوفیش (به انگلیسی: Hootie & the Blowfish) یک گروه موسیقی راک آمریکایی است که در سال ۱۹۸۶ در کلمبیا، کارولینای جنوبی تشکیل شد. فعالیت گروه در سال ۲۰۰۸ متوقف شد و در سال ۲۰۱۹ فعالیت گروه پس از انتشار آلبوم جدیدشان و شروع یک تور کنسرت از سر گرفته شد.
این گروه ۲۱ میلیون نسخه از آلبوم‌های خود را در ایالات متحده به فروش رسانده‌است.